# Wypalenisko (Koluszki)
Wypalenisko – dawniej samodzielna wieś, od 1949 część miasta Koluszki w województwie łódzkim, w powiecie łódzkim wschodnim, w gminie Koluszki. Stanowi centralną część Koluszek, po wschodniej stronie torów kolejowych, w widłach ulic Ludowej i Kościuszki.
Znajduje się tu m.in. OSiR, park miejski i amfiteatr.
Wraz z Koluszkami-Kolonią i Natolinem jest częścią Koluszek, której to formalnie nadano prawa miejskie w 1949 roku.

## Historia
Dawniej samodzielna wieś, od 1867 w gminie Gałkówek. W okresie międzywojennym należała do powiatu brzezińskiego w woj. łódzkim. 16 września 1933 utworzono gromadę Koluszki kol. w granicach gminy Gałkówek, Składającą się z kolonii Koluszki, wsi Wypalenisko i folwarku Natolin.
Podczas II wojny światowej w Generalnym Gubernatorstwie, w dystrykcie radomskim; gdzie hitlerowcy włączyli mieјscowość do gminy Długie w powiecie tomaszowskim. W 1943 Dorfgmeinde Koluszki-Kolonia liczyła 2575 mieszkańców.
Po wojnie mieјscowość powróciła do powiatu brzezińskiego w woj. łódzkim, nadal jako składowa gromady Koluszki-Kolonia, jednej z 20 gromad gminy Gałkówek. 
28 kwietnia 1949 gromadę Koluszki-Kolonię wyłączono z gminy Gałkówek i nadano jej status miasta, zmieniając jej nazwę na Koluszki. Równocześnie do tak utworzonego miasta włączono: a) z gminy Długie
– gromady Felicjanów Nowy, Katarzynów Nowy i Kowalszczyzna; b) z gminy Gałkówek – gromady Żakowice Nowe i Koluszki Stare (bez enklawy nad Mrogą przy granicy lasów państwowych) oraz 8 ha gruntów zaserwitutowych z gromady Żakowice Stare. Tak więc formalną osnową miasta Koluszki jest gromada Koluszki-Kolonia (z Wypaleniskiem i Natolinem), a pozostałe jego części – terenami inkorporowanymi.